# Remi Sonaiya
Oluremi Comfort Sonaiya (sinh ngày 2 tháng 3 năm 1955) là một chính trị gia, nhà giáo dục và nhà văn người Nigeria. Bà là ứng cử viên nữ tổng thống duy nhất của Nigeria trong cuộc tổng tuyển cử hồi năm 2015 của Đảng KOWA. Nhưng gần đây đã mất đi vai trò đại diện cho đảng một lần nữa trong cuộc bầu cử năm 2019, người đảm nhận vị trí này là Tiến sĩ Adesina Fagbenro Byron.

## Đầu đời và giáo dục
Sonaiya sinh ra ở Ibadan, thủ phủ bang Oyo, nơi cô đã học xong tiểu học và trung học tại Trường St. Luke's Demonstration School, Ibadan và St. Anne's School, Ibadan. Năm 1977, cô tốt nghiệp Đại học University of Ife (nay là Đại học Obafemi Awolowo), nơi cô đã học tiếng Pháp.
Sau đó, cô lấy bằng Thạc sĩ Nghệ thuật Pháp tại Đại học Cornell ở Hoa Kỳ và bằng thạc sĩ Ngôn ngữ học từ một trường đại học ở Nigeria năm 1984. Cô trở lại Cornell năm 1988 để theo đuổi chương trình Tiến sĩ Ngôn ngữ học.

## Sự nghiệp
Năm 1982, bà được tuyển làm Trợ giảng tại Khoa Ngoại ngữ, Đại học Obafemi Awolowo trước khi bà lên chức Giáo sư Ngôn ngữ Pháp và Ngôn ngữ học ứng dụng vào năm 2004. Bà là thành viên của Quỹ Alexander von Humboldt nơi bà tiếp tục được bổ nhiệm làm Đại sứ Nhà khoa học từ năm 2008 đến 2014.
Năm 2010, bà nghỉ hưu sau khi làm việc tại Đại học Obafemi Awolowo, bà trở nên tích cực trong hoạt động chính trị, gia nhập Đảng KOWA nơi bà được bầu làm Cán bộ Quan hệ Công chúng Quốc gia, và trở thành ứng cử viên của đảng cho cuộc bầu cử Tổng thống 2015. Tại cuộc bầu cử, Sonaiya đã nhận được 13.076 phiếu bầu và đứng thứ 12 chung cuộc.

## Ấn phẩm
Sonaiya là một nhà báo chuyên mục cho tờ The Niche, một tờ báo trực tuyến ở Nigeria, Sonaiya đã xuất bản một số sách gồm:
- Culture and Identity on Stage: Social-political Concerns and Enactments in Contemporary African Performing Arts (2001) ISBN 97897820157859789782015785
- Language Matters: Exploring the Dimensions of Multilingualism (2007)[10]
- A Trust to Earn – Reflections on Life and Leadership in Nigeria (2010) ISBN 97897891159839789789115983
- Igniting Consciousness – Nigeria and Other Riddles (2013) ISBN 97851084739785108473
- Daybreak Nigeria – This Nation Must Rise! (2014) ISBN 97897852057329789785205732

## Cuộc sống cá nhân
Bà kết hôn với Babafunso Sonaiya, một giáo sư khoa học động vật, họ có một cậu con trai, một cô con gái và những người cháu.